# Parafia Ducha Świętego w Tychach
Parafia Ducha Świętego – rzymskokatolicka parafia znajdująca się w Tychach, w dzielnicy Żwaków. Parafia należy do dekanatu Tychy Nowe w archidiecezji katowickiej.
Parafia istnieje od 1976 r. Parafię prowadzą księża diecezjalni.